# Наргіз (циклон)
Циклон Наргіс (кодове позначення JTWC: 01B, також відомий як Дуже сильний циклональний шторм Наргіс) — потужний тропічний циклон, який призвів до найчисленніших жертв серед населення М'янми. Циклон досяг суходолу 2 травня 2008 і призвів до катастрофічних руйнацій та кількості смертей Однак, було повідомлено про загибель приблизно 80 000 людей в спільноті Лабутта, і зроблено оцінки загальної кількості втрат на рівні більше за 100 000. Офіційні оцінки Червоного Христа мають значення від 68 833 до 127 990 загиблих. Внаслідок дії циклону загинуло більше 138 тис. осіб, постраждало й залишилось без даху над головою 1,5 млн осіб, було завдано збитків у розмірі 10 млрд американських доларів.
Наргіс спричинив найбільше смертей серед всіх іменованих циклонів в північній частині Індійського Океану, і другим серед іменованих циклонів всіх часів, поступившись лише Тайфуну Ніна. Якщо взяти до уваги безіменні шторми, то Наргіс посів 8-ме місце за кількістю смертей за весь час. Наргіс був першим після Циклону Мала, який обрушився на М'янму. Перською і мовою урду, слово Наргіс ((نرگس, IPA: næɵr-ɡɵs)) означає нарцис. Будучи першим іменованим штормом в сезоні штормів 2008 в північній частині Індійського Океану, Наргіс виник 24 квітня в центральній частини Бенгальської Затоки. Спочатку він повільно спрямував на північний захід, і, потрапивши в сприятливі умови, швидко посилився. Сухе повітря послабило циклон 29 квітня, хоча після прямування на схід, Наргіс стрімко посилився, маючи пікову швидкість вітру 165 км/год 2 травня; JWTC оцінив пікову швидкість вітру на рівні 215 км/год. Циклон перейшов на суходіл в області Айєйарваді М'янми при майже максимальній потужності, і, після проходу повз місто Янгон поступово послабився до повного розпаду біля границі М'янми та Таїланду.
Спроби міжнародної допомоги наштовхнулись на політичні перепони, поставлені військовими правителями М'янми.

### Повідомлення новин
- Новинар: Кількість жертв урагану Наргіс може перевищувати 100 тисяч жертв. 8 травня 2008.
- Газета по Українськи: М'янма відмовляється від гуманітарної допомоги для постраждалих від циклону 8 травня 2008.
- УНІАН: Циклон-вбивця пройшов по М'янмі: 22 тис. загиблих і 41 тис. зниклих безвісти